# Probalaenanemertes irenae
Probalaenanemertes irenae är en djurart som tillhör fylumet slemmaskar, och som beskrevs av Wheeler 1934. Probalaenanemertes irenae ingår i släktet Probalaenanemertes och familjen Pelagonemertidae. Inga underarter finns listade i Catalogue of Life.